# Шарлах
Шарлах (Червлень, Багрянец), (нем. scharlach) — этим именем обозначается целый ряд азопигментов разнообразного химического состава, растворимых в воде, спирте с красивым ярко-красным, коричневым цветом. Преимущественно употребляются в замену кошенили для окрашивания шерсти и шелка, а также пропитки проводов в электродвигателях для изоляции. Наибольшим распространением пользуются: III. 6R, III. G и III. GR, относящиеся к классу сульфоазопигментов. Эти краски отличаются яркостью и красотой оттенка, но обладают сравнительно небольшой прочностью по отношению к свету, так как некоторые приготовляются из оксида железа.